# Брад
Брад (рум. Brad) — місто у повіті Хунедоара в Румунії, що має статус муніципію. Адміністративно місту підпорядковані такі села (дані про населення за 2002 рік):
- Валя-Брадулуй (838 осіб)
- Местякен (615 осіб)
- Потінгань (33 особи)
- Руда-Брад (198 осіб)
- Церецел (762 особи)

Місто розташоване на відстані 319 км на північний захід від Бухареста, 29 км на північ від Деви, 95 км на південний захід від Клуж-Напоки, 127 км на схід від Тімішоари.

## Населення
За даними перепису населення 2002 року у місті проживали 16 482 особи.
Національний склад населення міста:
| Національність | Кількість осіб | Відсоток |
| -------------- | -------------- | -------- |
| румуни         | 16021          | 97,2%    |
| угорці         | 226            | 1,4%     |
| цигани         | 154            | 0,9%     |
| німці          | 54             | 0,3%     |
| італійці       | 10             | 0,1%     |
| словаки        | 6              | < 0,1%   |
| українці       | 2              | < 0,1%   |
| турки          | 1              | < 0,1%   |
| серби          | 1              | < 0,1%   |
| греки          | 1              | < 0,1%   |
| євреї          | 1              | < 0,1%   |
| поляки         | 1              | < 0,1%   |

Рідною мовою назвали:
| Мова       | Кількість осіб | Відсоток |
| ---------- | -------------- | -------- |
| румунська  | 16192          | 98,2%    |
| угорська   | 191            | 1,2%     |
| циганська  | 44             | 0,3%     |
| німецька   | 34             | 0,2%     |
| італійська | 9              | 0,1%     |
| словацька  | 5              | < 0,1%   |
| турецька   | 1              | < 0,1%   |
| грецька    | 1              | < 0,1%   |
| чеська     | 1              | < 0,1%   |

Склад населення міста за віросповіданням:
| Релігія                                       | Кількість осіб | Відсоток |
| --------------------------------------------- | -------------- | -------- |
| православні                                   | 15657          | 95,0%    |
| римо-католики                                 | 248            | 1,5%     |
| п'ятдесятники                                 | 146            | 0,9%     |
| баптисти                                      | 95             | 0,6%     |
| реформати                                     | 93             | 0,6%     |
| греко-католики                                | 78             | 0,5%     |
| не релігійні                                  | 32             | 0,2%     |
| адвентисти                                    | 8              | < 0,1%   |
| мусульмани                                    | 7              | < 0,1%   |
| лютерани (Синодально-пресвітеріанська церква) | 5              | < 0,1%   |
| атеїсти                                       | 4              | < 0,1%   |
| юдеї                                          | 1              | < 0,1%   |
| не вказали релігію                            | 12             | 0,1%     |

## Зовнішні посилання
- Дані про місто Брад на сайті Ghidul Primăriilor [Архівовано 15 травня 2012 у Wayback Machine.]